# *NSYNC (album)
*NSYNC è il primo album in studio del gruppo musicale statunitense NSYNC, pubblicato il 26 marzo 1997 in Europa, il 26 marzo 1998 negli Stati Uniti e il 13 aprile 1999 in Canada dalla RCA Records.

## Tracce
Edizione americana
1. Tearin' Up My Heart – 3:28 (Max Martin, Kristian Lundin)
2. I Just Wanna Be With You – 4:03 (Full Force)
3. Here We Go – 3:34 (Bülent Aris, Toni Cottura)
4. For the Girl Who Has Everything – 3:40 (Jolyon Skinner, Veit Renn)
5. (God Must Have Spent) A Little More Time on You – 4:42 (Carl Sturken, Evan Rogers)
6. You Got It – 3:34 (Veit Renn)
7. I Need Love – 3:14 (Gary Carolla)
8. I Want You Back – 3:20 (Denniz Pop, Max Martin)
9. Everything I Own – 3:57 (David Gates)
10. I Drive Myself Crazy – 4:00 (Rick Nowels, Allan Rich, Ellen Shipley)
11. Crazy For You – 3:40 (Christian Hamm, Alain Bertoni)
12. Sailing – 4:36 (Christopher Cross)
13. Giddy Up – 4:07 (NSYNC, Veit Renn)

Traccia aggiunta nell'edizione inglese
1. U Drive Me Crazy (Radio Edit) – 3:34 (Bülent Aris, Toni Cottura, Rookee, Jan van der Toorn, G.J.O.R. Rollocks)

Traccia aggiunta nell'edizione giapponese
1. Sailing (Live) – 4:36 (Christopher Cross)

Edizione tedesca
1. Tearin' Up My Heart – 4:47 (Max Martin, Kristian Lundin)
2. You Got It – 3:33 (Veit Renn)
3. Sailing – 4:36 (Christopher Cross)
4. Crazy For You – 3:42 (Christian Hamm, Alain Bertoni)
5. Riddle – 3:41 (Pat Reiniz)
6. For the Girl Who Has Everything – 3:51 (Jolyon Skinner, Veit Renn)
7. I Need Love – 3:14 (Gary Carolla)
8. Giddy Up – 4:09 (NSYNC, Veit Renn)
9. Here We Go – 3:36 (Bülent Aris, Toni Cottura)
10. Best Of My Life – 4:46 (Bülent Aris, Toni Cottura, V.D. Toorn)
11. More Than A Feeling – 3:42 (Tom Scholz)
12. I Want You Back – 4:24 (Denniz Pop, Max Martin)
13. Together Again – 3:36 (Andy Reynolds, Tee Green)
14. Forever Young – 4:07 (Jean Beauvoir, Bettina Martinelli, Nemo Fahrenkrog-Petersen)

## Successo commerciale
*NSYNC ha esordito all'82º posto della Billboard 200 con circa 14 000 copie vendute e ha successivamente raggiunto la seconda posizione, segnando il primo ingresso del gruppo nella top 10 della classifica statunitense. L'album è rimasto 109 settimane in classifica ed è certificato disco di diamante.

## Classifiche

### Classifiche settimanali
| Classifiche (1997-98) | Posizione massima |
| --------------------- | ----------------- |
| Austria               | 2                 |
| Canada                | 4                 |
| Germania              | 1                 |
| Malaysia              | 9                 |
| Nuova Zelanda         | 34                |
| Paesi Bassi           | 59                |
| Regno Unito           | 30                |
| Stati Uniti           | 2                 |
| Svezia                | 56                |
| Svizzera              | 5                 |
| Ungheria              | 3                 |

### Classifiche di fine anno
| Classifica (1997) | Posizione |
| ----------------- | --------- |
| Austria           | 35        |
| Germania          | 40        |
| Classifica (1998) | Posizione |
| Stati Uniti       | 22        |
| Classifica (1999) | Posizione |
| Stati Uniti       | 4         |
| Classifica (2000) | Posizione |
| Stati Uniti       | 93        |